# Shanks (personaggio)
Shanks (シャンクス?, Shankusu), il cui nome completo sarebbe Figurland Shanks (フィガーランド・シャンクス?, Figārando Shankusu), è un personaggio del manga e anime One Piece, scritto e disegnato da Eiichiro Oda. 
Capitano dei pirati del Rosso e membro dei Quattro Imperatori, è colui che ha spinto il protagonista Monkey D. Rufy a prendere il mare con l'obiettivo di diventare Re dei pirati. Nonostante la scarsa presenza nel corso della storia, è uno dei personaggi più importanti ed influenti del mondo di One Piece, nonché uno tra i più apprezzati dai fan della serie.

## Concezione e sviluppo
Shanks era presente sin dalla prima stesura dello one-shot Romance Dawn, pubblicata sul Summer Special del 1996 della rivista Shonen Jump: in questa versione della storia era pressoché identico all'attuale, sia nell'aspetto fisico sia nel carattere. Gli eventi del suo incontro con Rufy restano praticamente immutati, compresa la perdita del braccio (causata da uno squalo anziché da un mostro marino) e la consegna del cappello di paglia a Rufy come pegno della loro promessa. Nella seconda versione di Romance Dawn, pubblicata invece direttamente sulla rivista Weekly Shōnen Jump Shanks è assente, venendo sostituito come mentore del protagonista dal nonno di Rufy: ciò perché Oda, sfruttando il minor numero di lettori del Summer Special rispetto al Weekly Shōnen Jump, voleva mantenere una certa segretezza sulla sua figura preferendo introdurlo direttamente nell'opera principale. 
In un'intervista del 2010, Oda ha rivelato che inizialmente non aveva pianificato la perdita del braccio di Shanks e che tale avvenimento, divenuto poi una delle caratteristiche principali del personaggio, gli era stato richiesto dall'editore per rendere la storia più entusiasmante; allo stesso modo, la sua apparizione a Marineford non era inizialmente prevista. Ha poi dichiarato che ha volutamente fatto apparire Shanks poche volte nel corso della trama, affermando che un aumento delle sue apparizioni nel manga avrebbe significato l'ingresso della storia nella sua fase finale.

## Biografia del personaggio
Shanks nacque nel Mare Occidentale, figlio di San Figurland Garling e gemello minore di San Figurland Shamrock, Nobili Mondiali affiliati ai Cavalieri Divini. Trovato all'età di un anno dai pirati di Roger dentro un forziere sull'isola di God Valley in seguito allo scontro con Rocks D. Xebec, Shanks crebbe sulla loro nave ricoprendo il ruolo di mozzo assieme al rivale Bagy, e il capitano Gol D. Roger gli donò il suo cappello di paglia preferito, che continuò a portare negli anni successivi. Durante i loro viaggi Shanks ebbe modo di conoscere, tra gli altri, il rivale di Roger Barbabianca e, tra i suoi sottoposti, Marshall D. Teach. Quando la ciurma scoprì le coordinate di Raftel Bagy venne colto da una febbre improvvisa e fu costretto a restare a terra: Shanks decise di restare con lui per assisterlo, sostenendo che loro due sarebbero riusciti in futuro a giungere all'isola finale con le loro navi e le rispettive ciurme. Dopo l'esecuzione del capitano Shanks decise di prendere nuovamente il mare con una propria ciurma, sostenendo però di non voler ancora seguire le orme del suo capitano e diventare quindi il nuovo Re dei pirati: a causa di questa decisione Bagy, deluso dal compagno, rifiutò di unirsi alla sua ciurma. In un momento imprecisato del passato, scoprì le sue origini e fece ritorno a Marijoa, preferendo tuttavia non vivere come un nobile mondiale. Radunato il suo nuovo equipaggio rimase per qualche anno fuori dalla Rotta Maggiore: in questo periodo entrò nuovamente in contatto con Teach, che riuscì a coglierlo di sorpresa e a ferirlo causandogli le tre cicatrici sull'occhio sinistro, e assaltò una nave del Governo mondiale rubando il Frutto del diavolo Gom Gom, affidato all'agente della CP9 Who's Who. 
Mentre si trovava nel mare Orientale conosce il giovane Monkey D. Rufy: questi, rimasto profondamente colpito da Shanks e dalla sua ciurma, decide di diventare un pirata insistendo nel chiedergli di unirsi a loro, venendo però sempre rifiutato dal capitano in quanto troppo giovane; nel mentre, Rufy si nutre inavvertitamente del frutto Gom Gom. Qualche tempo dopo Shanks salva Rufy da una banda di malviventi e dall'attacco di un mostro marino, a costo però del suo braccio sinistro: a seguito di ciò e dell'ennesimo rifiuto alla richiesta di unirsi alla ciurma, Rufy promette a Shanks che sarebbe riuscito a superarlo diventando il nuovo Re dei pirati e Shanks, divertito e colpito dalle parole del giovane, gli dona il suo cappello di paglia come pegno della promessa. Dopo questo evento Shanks entra nuovamente nella Rotta Maggiore, ritrovando il suo vecchio vicecapitano Silvers Rayleigh, al quale racconta di Rufy e della sua somiglianza con Roger, e guadagnando dopo qualche tempo il titolo di Imperatore; in questi anni viene raggiunto da Portuguese D. Ace, figlio di Roger e fratello adottivo di Rufy, che lo ringrazia per aver salvato quest'ultimo quand'era piccolo. Anni dopo riceve la notizia della partenza di Rufy come pirata da parte di Drakul Mihawk, suo vecchio amico e rivale; nel mentre scopre che Teach ha ucciso un membro della sua ciurma per rubare il frutto Dark Dark e che Ace, unitosi ai pirati di Barbabianca nel mentre, si è lanciato al suo inseguimento per vendicarsi: consapevole della pericolosità di Teach prova a mettere in guardia Barbabianca chiedendogli di richiamare Ace, ma questi lo ignora. Dopo che Ace viene sconfitto da Teach e consegnato alla Marina per essere giustiziato, Barbabianca si dirige a Marineford per salvarlo: nel mentre Shanks interviene contro Kaido, intenzionato a fermare Newgate dal salvare Ace, e in seguito si dirige anch'egli a Marineford per recuperare i corpi di Ace e Barbabianca, caduti in battaglia. Due anni dopo viene a conoscenza degli eventi di Tottoland, a seguito dei quali Rufy viene nominato imperatore, per poi presentarsi ai Cinque Astri di Saggezza a Marijoa durante il Reverie per parlare di un certo pirata. In seguito alla sconfitta di Kaido e Big Mom per mano di Rufy, Trafalgar Law ed Eustass Kidd, raggiunge le acque nei pressi del paese di Wa intenzionato a fermare un eventuale attacco di Teach, ma si trova invece a scacciare l'ammiraglio Ryokugyu. Dopodiché sceglie di non incontrare Rufy, decidendo poi che anche per lui è giunto il momento di puntare allo One Piece. Direttosi ad Erbaf viene raggiunto da Kidd, che prova ad attaccare la sua flotta venendo tuttavia pesantemente sconfitto dall'imperatore.

## Descrizione

### Aspetto fisico
Shanks è presentato come un uomo alto e magro, piuttosto muscoloso; del suo aspetto spiccano in particolare tre caratteristiche: i capelli rossi, che gli hanno fatto guadagnare il soprannome de "il Rosso" (赤髪?, Akagami, lett. "capelli rossi"), le tre cicatrici sull'occhio sinistro causategli da Marshall D. Teach, e l'assenza del braccio sinistro, perso per difendere Rufy dall'attacco di un mostro marino.

### Personalità
Shanks è descritto come un personaggio calmo, freddo e generoso, ma capace di diventare pericoloso quando qualcuno fa del male ai suoi amici; secondo l'autore, per delineare la personalità dell'Imperatore si sarebbe basato su se stesso. Amante dell'avventura e della libertà, ha trasmesso questi ideali al giovane Rufy, per il quale è diventato un vero e proprio punto di riferimento; non sembra inoltre preoccuparsi di ricchezze e tesori, preferendo oziare e festeggiare ad ogni occasione possibile: ciononostante non è uno sprovveduto, conoscendo bene i pericoli del mare e i rischi che si incontrano nella navigazione. Ha poi trasmesso al ragazzo anche l'importanza dei sogni e la necessità di impegnarsi per inseguirli, oltre al valore dell'amicizia. Ottenuto il titolo di Imperatore, ha dato prova di essere uno dei personaggi più autorevoli e influenti del mondo di One Piece, tanto che anche i cinque Astri di Saggezza accettano di riceverlo a Marijoa durante il Reverie.
Membro in passato dei pirati di Roger, li ha seguiti nelle loro avventure senza però riuscire a vedere Raftel preferendo restare a terra a curare Bagy, colto da una febbre improvvisa: pur essendo quindi venuto a conoscenza di molti dei misteri legati allo One Piece, ha scelto di non intraprenderne la ricerca non reputandosi ancora pronto; è solo a seguito del risveglio del frutto di Rufy e alla sua proclamazione a Imperatore che decide di puntare al tesoro del suo ex capitano. Nonostante questa dichiarazione, i suoi obiettivi e le sue reali intenzioni restano ancora sconosciute.

### Taglia
Al momento del suo incontro con Rufy, dieci anni prima degli eventi narrati nella prima metà dell'opera, la taglia di Shanks ammontava a 1 miliardo e 40 milioni di berry: tale informazione, mai mostrata nella storia principale, è stata rivelata nel lungometraggio One Piece Film: Red. Nel corso del tempo la sua fama continua ad aumentare, fino ad essere riconosciuto come imperatore sei anni dopo l'incontro con Rufy; in questi anni la sua taglia aumenta ulteriormente, fino a raggiungere i 4048900000 berry mostrati durante la saga del paese di Wa.

## Stile di combattimento
In quanto Imperatore, Shanks è uno dei personaggi più potenti del mondo di One Piece. In combattimento fa ricorso ad una spada chiamata Griphon (グリフォン?, Gurifon), mentre in passato, durante la permanenza sulla nave di Roger, si è visto utilizzare due spade. Le sue abilità da spadaccino sono tali da permettergli di affrontare alla pari Drakul Mihawk, al punto che persino Barbabianca definisce "leggendari" i loro duelli; lo stesso Newgate sostiene che, nonostante la perdita del braccio sinistro, le abilità combattive di Shanks sono rimaste immutate.
Shanks possiede poi tutti i tipi di ambizione, riuscendo a padroneggiarli perfettamente. In particolare, è stato il primo personaggio in assoluto a mostrare l'ambizione del re conquistatore, che utilizza per salvare Rufy dall'attacco di un mostro marino già nel primo capitolo della serie; è poi in grado di sfruttarla per impedire agli avversari di sfruttare l'ambizione dell'osservazione. Nel suo breve scontro con Eustass Kidd rivela di aver affinato la sua ambizione dell'osservazione al punto da permettergli di vedere nel futuro, e di poter infondere i suoi attacchi con l'ambizione del re.

## Altri media

### Animazione
Nell'edizione originale della serie televisiva anime e nei media derivati, Shanks è sempre doppiato da Shūichi Ikeda. 
Nonostante l'importanza del personaggio all'interno della serie, per l'edizione italiana c'è sempre stata una grande discontinuità vocale: Shanks è doppiato da Giorgio Bonino dall'episodio 4 al 151 e nel film L'Inseguimento di Cappello di paglia, da Diego Sabre dall'episodio 279 al 400 e nel film Trappola mortale, da Federico Zanandrea dall'episodio 461 al 466, da Paolo Sesana dall'episodio 488 al 505 e nel film Red, da Alessandro Zurla solo nell'episodio 573 e da Luigi Rosa a partire dall'episodio 751. Nell'apparizione da ragazzo dell'episodio 8, è invece doppiato da Gianluca Iacono.

### One Piece Film: Red
Nel 2021 viene annunciato un film incentrato su Shanks: tale lungometraggio, distribuito nel 2022 con il titolo One Piece Film: Red, ruota attorno al personaggio di Uta, figlia di Shanks e vecchia amica di Rufy, e fornisce alcune rivelazioni, mai mostrate nel manga, relative alle origini dell'imperatore.

### Serie televisiva
Nella serie live action di Netflix Shanks è interpretato dall'attore Peter Gadiot, qui doppiato in italiano da Renato Novara.

### Sondaggio
Nel 2007, a seguito di un sondaggio effettuato dalla rivista Weekly Shōnen Jump, Shanks è stato fatto diventare il protagonista di un siparietto comico omake dal titolo Terzo anno classe SEA - Rosso time (3年SEA組赤髪TIME?, San-nen Shī-gumi Akagami Taimu), nel quale interpreta il professore della problematica classe 3 SEA, di cui fanno parte i protagonisti dell'opera, della scuola superiore "Cappello di paglia". Pubblicato originariamente sul volume speciale One Piece 10th treasure, è stato poi incluso nel databook One Piece Green.

## Accoglienza
Nonostante le scarse apparizioni nel corso dell'opera, Shanks è uno dei personaggi più amati dai fan della serie: nei sei sondaggi condotti tra i fan giapponesi riesce a piazzarsi quasi sempre nella top 10, mentre risulta il dodicesimo personaggio più amato dai fan su scala globale. 
A seguito dell'uscita del lungometraggio One Piece Film: Red, incentrato proprio sulla figura di Shanks, il pirata dai capelli rossi è diventato una delle figure centrali nella pubblicizzazione del film, ottenendo una discreta diffusione mediatica: in particolare, in Giappone è comparso sulle copertine di varie riviste, ed è comparso in una pubblicità della società Marubeni sul quotidiano Nihon Keizai Shinbun.

### Merchandise
In occasione dell'uscita di One Piece Film: Red, è stato distribuito un orsacchiotto di peluche con le fattezze di Shanks, chiamato Shanks Bear.